# Сіренко Кристина Геннадіївна
Сіренко Кристина (повне ім'я — Сіренко Кристина Геннадіївна; нар. 21 грудня 1988, м. Горішні Плавні, Україна) — українська художниця, членкиня Національної спілки художників України. Кристина працює з різними матеріалами: олійними, акриловими та аерозольними фарбами, маркерами та іншими.

## Життєпис
Сіренко Кристина Геннадіївна нар. 21 грудня 1988, м. Горішні Плавні, Україна у родині архітекторів. У дитинстві навчалася в художній школі, а потім закінчила Полтавський національний технічний університет імені Ю. Кондратюка у 2012 році, отримавши ступінь магістра з міського планування та кваліфікацію магістра архітектури з відзнакою.
Напротязі  2021  року  навчалася  живопису  в  митців,  членів національної  спілки  художників  України,  таких  як  Анатолій  Лавренко, Ольга Гриценко  та  Максим  Юхно.
Будучи архітектором за фахом, Кристина відчувала, що ця галузь сама по собі не достатня для самовираження. Тому вона звернулася до живопису як засобу відображення своєї уяви та креативності без обмежень та правил. Її картини виставлялись у різних країнах, включаючи Україну, США, Іспанію, Польщу та Литву.
З початку війни в Україні Кристина займається волонтерською діяльністю, розмальовуючи різні військові артефакти для продажу на благодійних заходах. На даний момент сумарна кількість грошей, виручених за її творчість, перевищує 200 000 грн, всі кошти передано на допомогу ЗСУ.

## Творчість
У своїй творчості Кристина досліджує та переоцінює тему найпоширеніших страхів та фобій, виражаючи їх через мистецтво, оскільки страх є найпотужнішою і первинною, базовою емоцією людини. Ключові фігури її картин — безпритульні собаки, які є її особистою фобією, пов'язаною з досвідом нападу безпритульного пса зі сказом. У своїх роботах вона використовує власний страх перед бездомними собаками як інструмент для відображення різних суспільних страхів, перетворюючи свою фобію на джерело натхнення та мистецького самовираження.
Основною  метою  її  творчості  є  спонукання  глядачів  до  переосмислення  та  подолання  власних  фобій,  створюючи  простір  для  емоційного  катарсису  та  глибшого  самопізнання   через  мистецтво,  досліджуючи  власні  негативні  емоції  та  нав’язливі  стани  через  призму  гумору  та  іронії,  тим  самим  знижуючи  рівень  тривожності.

### Війна

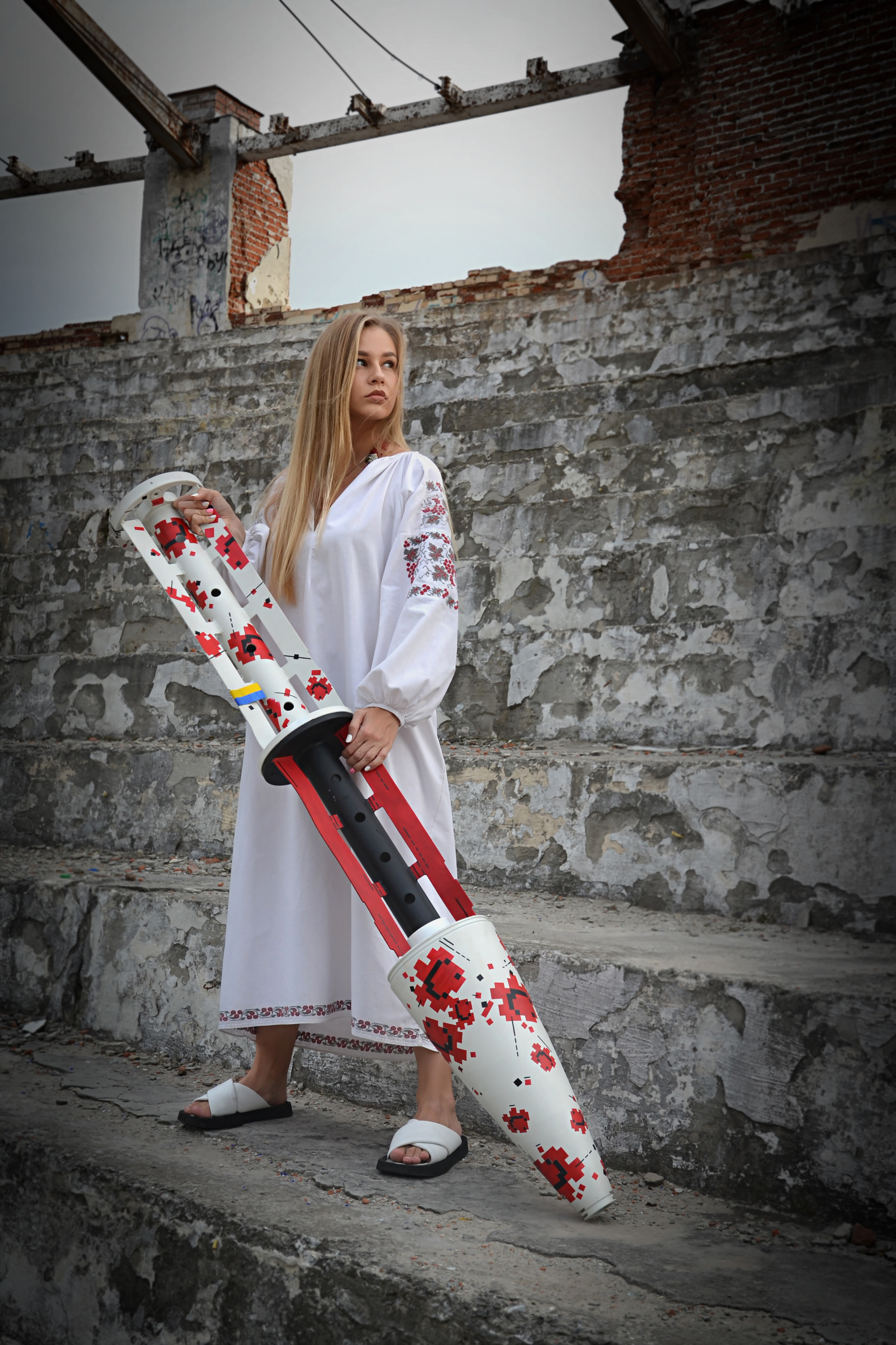
Кристина Сіренко - Гільза вїд касетного снаряду Ураган

Війна породила іще один напрям у творчості Кристини Сіренко — несподівано для самої себе вона почала розписувати гільзи від знешкоджених снарядів, тубуси від зброї тощо.
Розписала привезену з передової гільзу від відстріляного ворожого касетного снаряда реактивної системи залпового вогню «Ураган» — його передала волонтерка «Полтавського батальйону небайдужих» і депутат міської ради Юлія Городчаніна.
Перетворила ту гільзу від касетного засобу ураження на вишиванку з піксельним візерунком, адже вона є оберегом від усього лихого, а в наших сакральних орнаментах закодовані сила, мужність, відвага наших предків, їхнє незламне прагнення до волі.
Перший арт-об’єкт продали під час стендап-вечора в Муза-барі в м.Полтава за 23 тисячі гривень. Усі ці кошти спрямували на нагальні потреби ЗСУ.
На прохання ДСНС розписала два шоломи. Зобразила на них пса Патрона в різних варіаціях. Один шолом продали за 15 тисяч гривень під час фінішу благодійного велопробігу з нагоди Дня рятувальника, а другий став експонатом музею».
За проханням військових розписала два тубуси від використаних снарядів американської гаубиці М777. У підсумку тубуси розписала за мотивами самчиківського розпису: яскравими барвами на чорному тлі.

### Виставкова діяльність
1. Виставка графіки, живопису та композицій з текстильних матеріалів “Конфігурації”, з 24.05.24 по 24.06.24, Кременчуцька міська художня галерея, м. Кременчук;
2. Персональна виставка “Мента-емоції”, 20.05.24 по 20.06.24, Молодіжний хаб, м. Полтава;
3. Персональна виставка “Мента-емоції”, 25.04.24 по 05.05.24, Краєзнавчий музей міста Горішні Плавні, м. Горішні Плавні;
4. Персональна виставка “Фобії”, 07.04.24, Gallery Optima, м. Полтава;
5. Виставка “Рефлексії & Фобії”, з 01.03.24 по 25.03.24, Кременчуцька міська художня галерея, м. Кременчук;
6. Виставка по результатам ХХI міжнародного пленеру художників “Паневежис 2023”, присвячена пам'яті Казимира Нарушавичуса, з 5.07 по 5.08.23, Паневежиський філіал LDS галереї GalerijaXX, м. Паневежис, Литва;
7. Виставка “Рефлексія Поморського регіону - Відчуття культури” за підсумками міжнародного пленеру до 100 річчя об'єднання Литви, з 13.05.23 по 13.06.2023, галерея Kintai Arts, м. Кінтай, Литва;
8. Виставка українського сучасного мистецтва в рамках Міжнародного проєкту “Нескорений Маріуполь”, з 10.03.23 по 10.04.2023, Міністерство закордонних справ України, м. Київ;
9. Всеукраїнська виставка “Рік незламності”, лютий 2023, Центральний будинок художника, м. Київ;
10. Виставка українських художників “Skrzydła wolności”, з 24.02.23 по 24.03.23, Sopot Centrum, Сопот, Польща;
11. Виставка “Prometeusz Dla Ukrainy”, з 27.01.23 по 28.01.23 в Galeria Studio Zannart Варшава, Польща;
12. Персональна виставка “На зламі”, з 26.11.22 по 10.12.22 в креативному просторі МістоХаб, м.Полтава;
13. Виставка “Mariupole – Nesalauzta”, з 05.11.22 по 19.11.22 в Artists' Union of Latvia, Рига, Латвія;
14. Виставка “The Art of Kindness”, з 21.10.22 по 30.10.22, William Campbell Gallery - Foch Street, Fort Worth, TX 76107, Сполучені Штати Америки;
15. Колективна виставка, вересень-жовтень 2022, в Dario Sigismondo Art Gallery Workshop, Барселона, Іспанія;
16. ХVІ Всеукраїнська художня виставка “Чарівні барви Дніпра”, з 2 вересня по 15 жовтня 2022 року, м. Дніпро;
17. Виставка картин маріупольських та українських митців “Нескорений Маріуполь”, з 23.07.2022 в музеї мистецтв Прикарпаття, м. Івано-Франківськ;
18. Благодійний аукціон з продажу картин на користь постраждалих від ракетного удару по ТЦ “Амстор”, 20.07.2022 в кафе Sweetlo, м. Кременчук, Полтавської області;
19. Персональна виставка “Неіснуючий світ”, з 04.12.2021 по 27.01.2022 в Полтавському художньому музеї (галереї мистецтв) імені Миколи Ярошенка в м. Полтава;
20. Друге міжнародне трієнале “НЮ-ART” 2021, в рамках Всеукраїнського творчого проєкту – конкурсу “ART NOVA”;
21. Всеукраїнська виставка “Лубенська художня весна - 2021”, з 09.06 по 15.07.2021 в м. Лубни Полтавської області;
22. Перше Міжнародне трієнале “У краю сірих перлин” 2020 в рамках Всеукраїнського творчого проєкту – конкурсу “ART-NOVA”;
23. Перше Міжнародне трієнале “Мандрівна філософія” 2019 в рамках Всеукраїнського творчого проєкту – конкурсу “ART-NOVA”.

### Арт-резиденції
1. Арт резиденція ХХI міжнародного пленеру художників “Паневежис 2023”, присвячена пам'яті Казимира Нарушавичуса, з 28.06.23 по 4.07.23, м. Паневежис, Литва;
2. Арт резиденція “Рефлексія Поморського регіону - Відчуття культури” за підсумками міжнародного пленеру до 100 річчя об'єднання Литви, з 05.05.23 по 13.05.23, галерея Kintai Arts, м. Кінтай, Литва;
3. Арт резиденція, що була проведена кураторами Всеукраїнського творчого проєкту – конкурсу “ART-NOVA” за підсумками Першої міжнародної трієнале “Мандрівна філософія” 2019 року та Першої міжнародної трієнале “У краю сірих перлин” 2020 року. Липень 2021, с. Кам’яні Потоки, Полтавська область.

## Галерея Картин

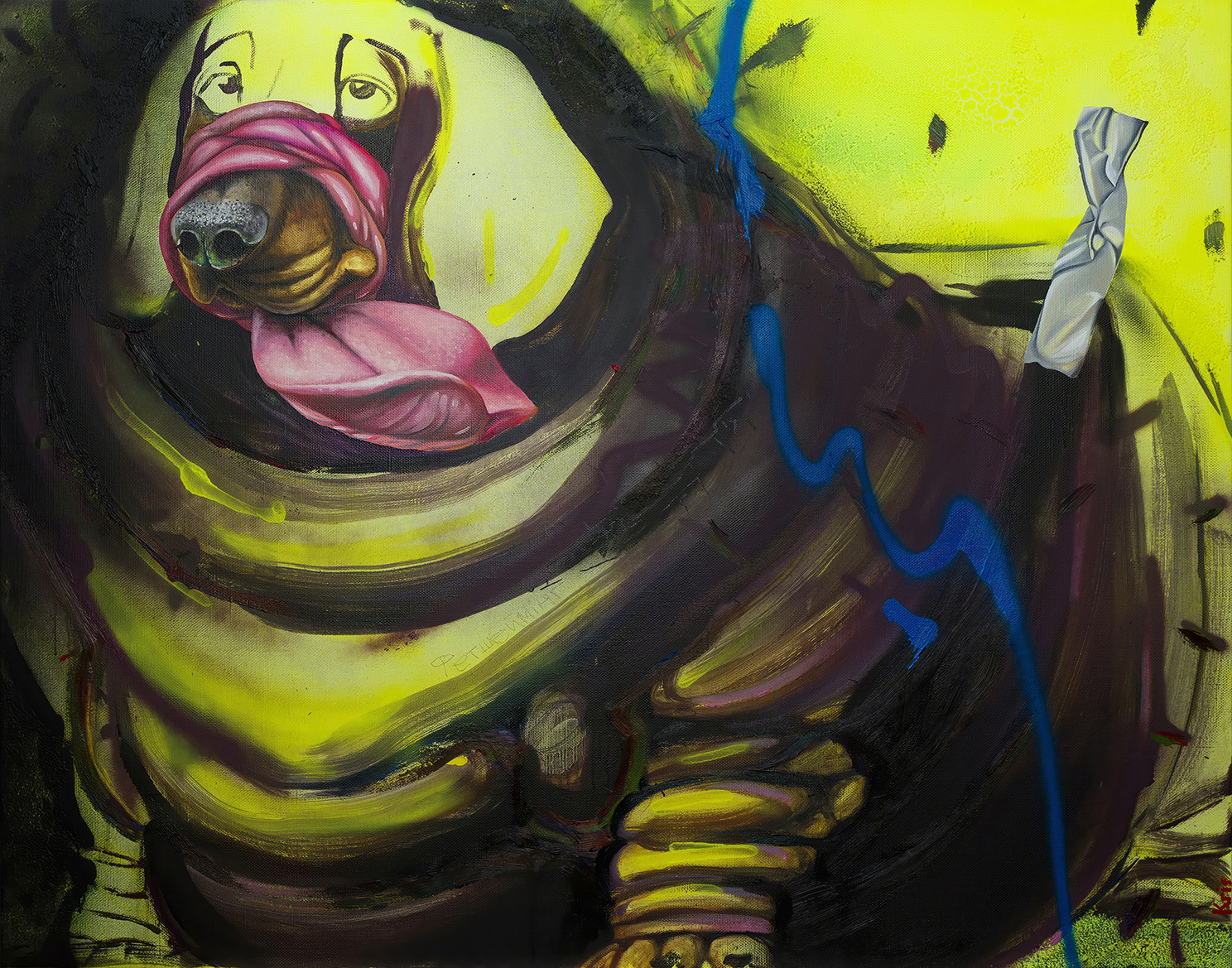
Фетшеймінг, олія, акрил 110 X 140
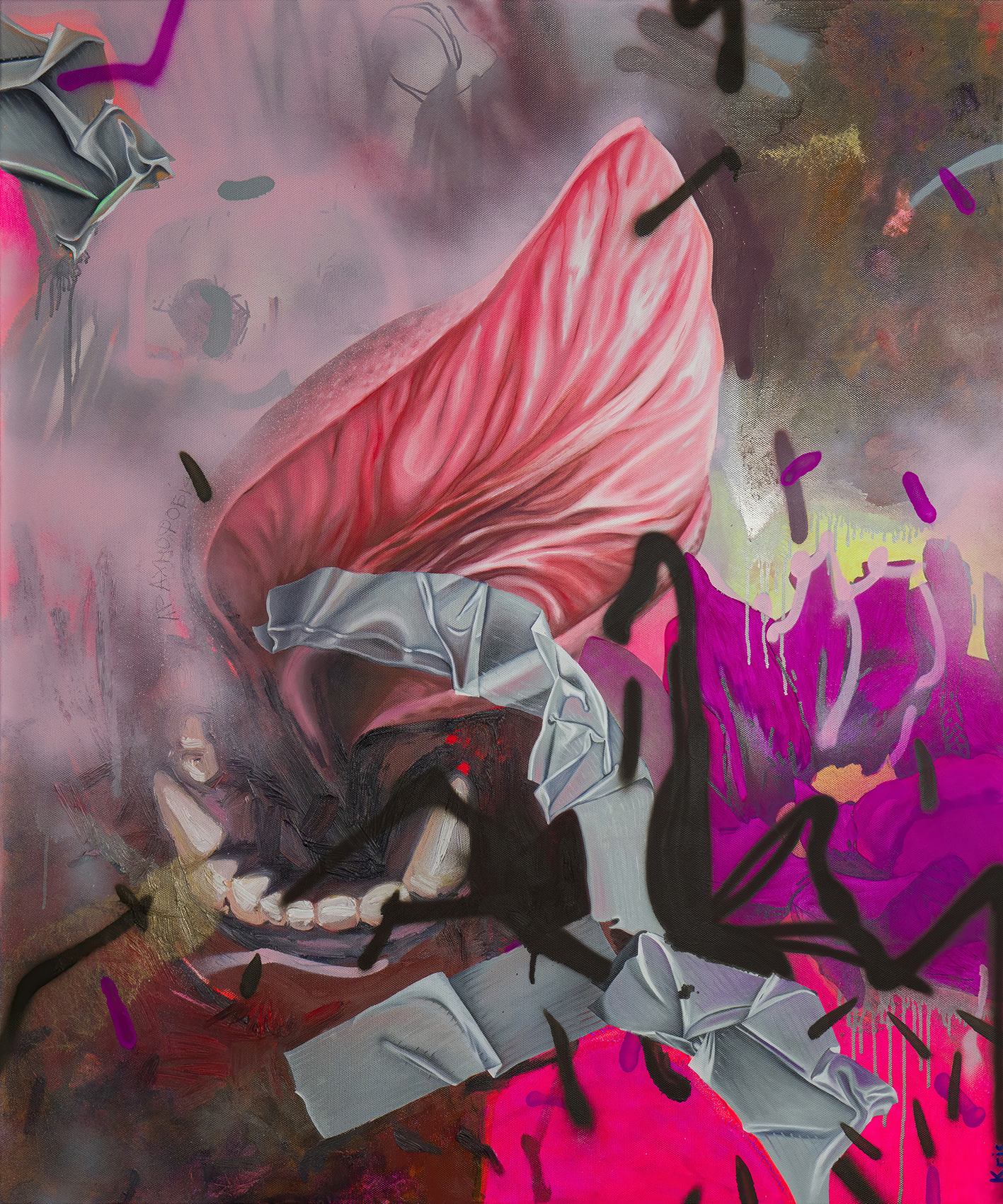
Арахнофобія, олія, акрил 120х100
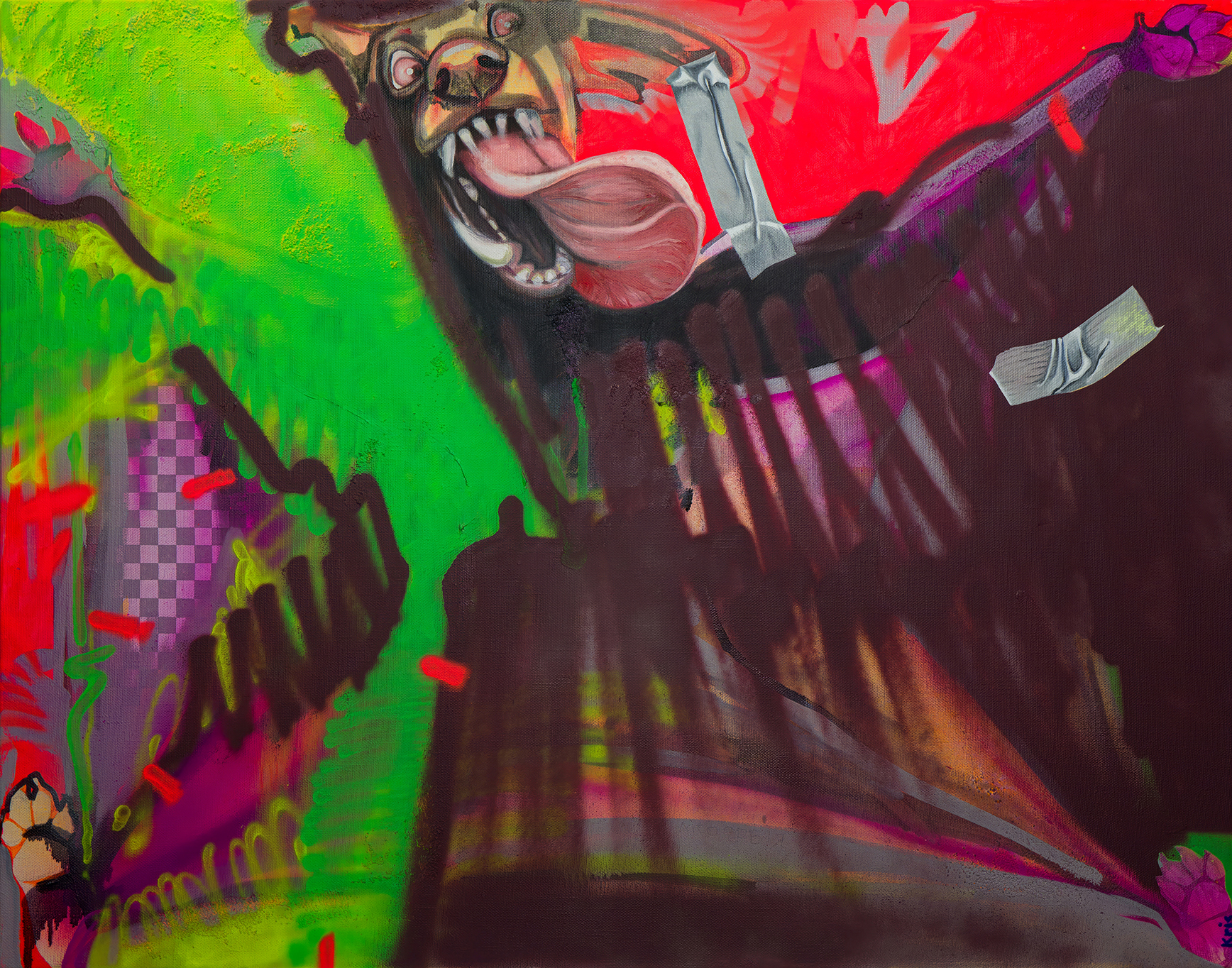
Лісофобія, олія, акрил 110 X 140
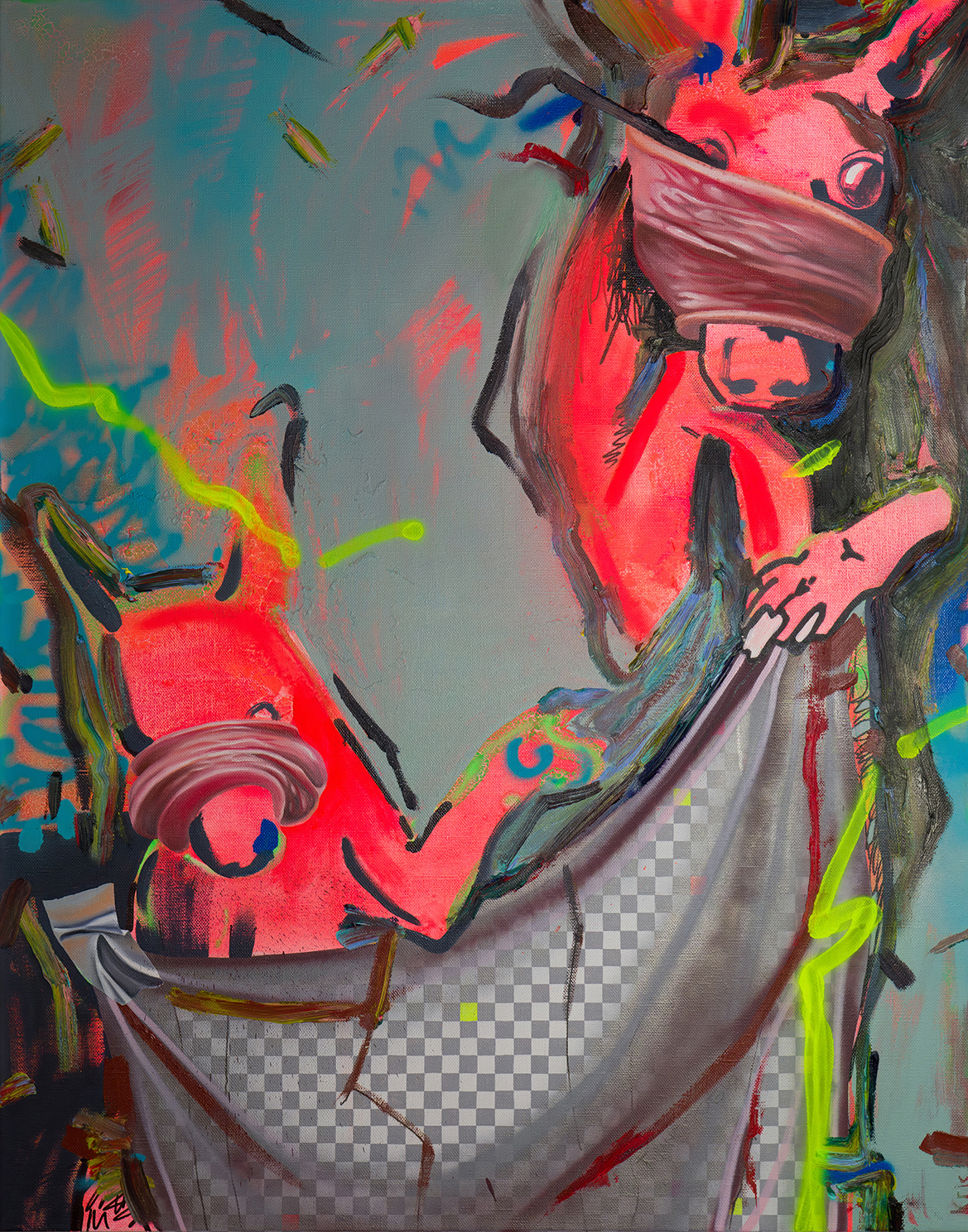
Гімнофобія, олія, акрил 110 X 140

## Статті
- Хроніки тижня. №17. У рамках заходів приурочених до Дня міста, у Горішніх Плавнях відкрилася перфоманс-виставка живопису художниці Кристини Сіренко "Мета-емоції". Анастасія Левченко
- Przepis na Sopot. NR 03/2023. Skrzydła wolności. Sztuka wolnych ludzi” – wystawa artystów z Ukrainy. Morze Aniołów.
- Šilutės naujienos. Šeštadienį „Kintai Arts“ rezidencijoje – išskirtinė meno paroda pristatomi Lietuvos, Latvijos ir Ukrainos menininkų darbai, kaip “ Kultūros skūnės“ projekto, skirto menininkų rezidencijų vystymui, dalis.. Šilutės Naujienos
- Sekundė. Tapytojai įkvėpimo semiasi Panevėžyje. Daiva Baroniene
- Теле экспресс. №38. Переможне Мистецтво. Софія Паляниця